# William James Mayo
William James Mayo (Contea di Le Sueur, 29 giugno 1861 – Rochester, 28 luglio 1939) è stato un medico statunitense, un abile chirurgo e uno dei fondatori della Mayo Clinic.

## Biografia

### I primi anni
Nato il 29 giugno 1861 a Le Sueur, cittadina del Minnesota, fu il primo figlio di William Worrall Mayo e fratello maggiore di Charles Horace Mayo. Visse la maggior parte della sua vita a Rochester. Era un giovane snello dai capelli chiari sempre in cerca di compagnia, orgoglioso e molto impetuoso. Era un ottimo studente in quasi tutte le materie, ad eccezione della matematica che proprio non padroneggiava. Amava cavalcare, passione ereditata dal padre, trascorreva lunghe ore assieme al fratello a leggere e pescare, andavano al circo e di rado mancavano ad una mostra di animali in città. Frequentò la scuola alla Rochester Central e data la passione del padre per i libri, fu incoraggiato a leggere assieme al fratello i romanzi di Charles Dickens, Walter Scott, le Leatherstocking Tales di James Fenimore Cooper, che ricordavano al padre le sue avventure con gli indiani. Proprio per quest'ultima lettura e per i racconti del padre, i due fratelli si interessarono allo scheletro che il dr.Mayo aveva nel suo ufficio, quello di Cut Nose, un indiano. Osservando quello scheletro, i due studiarono per la prima volta l'anatomia del corpo umano. Fu introdotto ad altre scienze con la stessa casualità: botanica e astronomia furono apprese dalla madre, chimica e fisica dal padre, che raccontava loro del suo incredibile tutore John Dalton. Col tempo le letture di Will aumentarono e durante gli anni del liceo lesse Charles Darwin, Thomas Henry Huxley ed Herbert Spencer. Sebbene avesse imparato ad assistere il padre durante le visite ai pazienti, la sua vera prima esperienza in ambito medico avvenne poco prima della sua iscrizione alla facoltà di medicina. Il dr. Mayo aveva deciso di eseguire un esame post-mortem, così lui ed il figlio maggiore si recarono in un hotel abbandonato, in cui il paziente viveva solo. Era già notte per cui per illuminare la stanza utilizzarono la luce di una candela. Il dr. Mayo però ricevette un urgente richiesta da un paziente e disse a Will di chiudere da solo l'addome del paziente e portare gli organi nel suo ufficio. La sala settoria della facoltà di medicina non poté incutergli timore dopo questa esperienza. In seguito Will lesse l'Anatomia del Gray di Henry Gray, James Paget i cui scritti lo introdussero a John Hunter, idolo del giovane Will come dimostrato dal ritratto nel suo ufficio alla Mayo Clinic.

### Gli studi in Medicina
Sulla base dei parametri introdotti da William Osler, riguardanti le università, il dr. Mayo scelse per il figlio l'Università del Michigan. Qui Will, all'età di 19 anni, strinse amicizia con Franklin Paine Mall e Woods Hutchinson. Tra i professori vi erano George E. Frothingham, professore di oftalmologia, uno dei più brillanti membri della facoltà e Donald Maclean, professore di chirurgia. Discutendo con altri studenti circa i problemi della professione medica e la lealtà che si sarebbe dovuta instaurare tra i medici stessi, Will e pochi suoi altri compagni fondarono la fratellanza Nu Sigma Nu, ufficializzata il 2 marzo 1882. Inizialmente erano solo 10 membri più i due membri onorari: i professori Maclean e Frothingham. Oggi la fratellanza comprende centinaia di membri, alcuni dei quali tra i più noti medici al mondo. All'università la sala operatoria era, come da tradizione, strutturata ad anfiteatro: i posti frontali erano riservati agli studenti più anziani, le matricole sedevano dietro per cui era piuttosto difficile seguire ciò che accadeva durante l'operazione. Quando Will fu tra gli studenti più anziani e poteva quindi sedersi davanti, non ebbe bisogno di tale posto in quanto era tra i prescelti che facevano da assistenti al dr. Maclean al tavolo operatorio. Quelli erano gli anni della scoperta di Lister e Pasteur e gli studenti del Università del Michigan ebbero il vantaggio di avere come docente il dr. Maclean, che aveva lavorato con Joseph Lister ad Edimburgo. Il 28 giugno 1883 Will ottenne la sua laurea in medicina.

### Gli anni successivi alla laurea

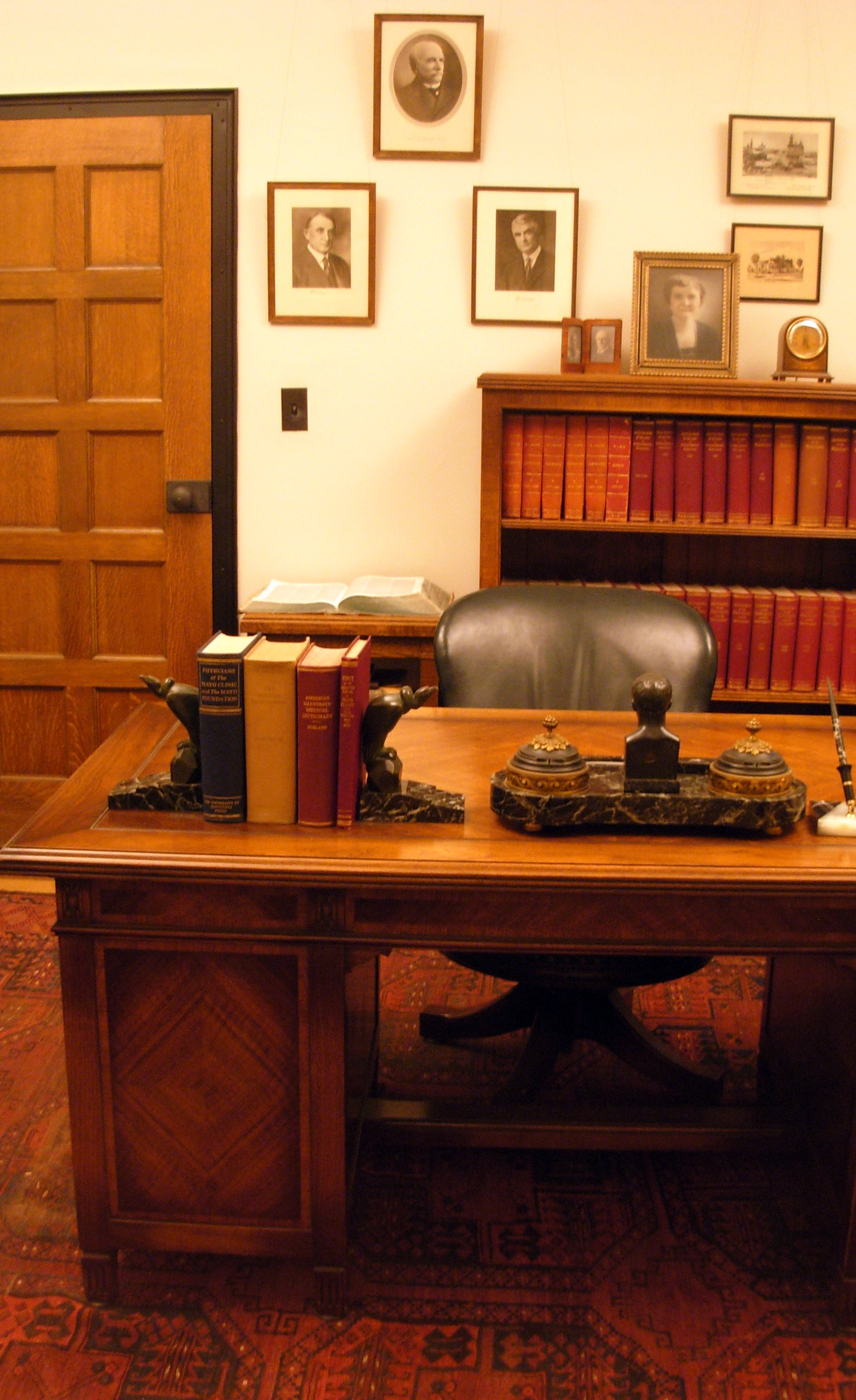
Ultimo ufficio di William James Mayo alla Mayo Clinic

Tornato a Rochester Will incontrò difficoltà nel suo lavoro dovute alla convinzione dei pazienti secondo cui Will era troppo giovane per sostituire il padre nella sua professione. Col tempo, dimostrando le sue capacità, tale timore svanì e il dr. Will fu accettato e spesso elogiato dai suoi pazienti. I Mayo però avevano da sempre avuto la passione per la chirurgia, infatti lo stesso Will assisteva agli interventi del padre più volte. Sebbene però il dr. W.W. Mayo avesse grande fiducia nelle abilità chirurgiche del figlio, poiché più volte lo aveva osservato eseguire un intervento, era ancora restio a fargli eseguire una rimozione di un tumore ovarico. Will non si oppose mai al giudizio del padre e cercò di sviluppare una propria abilità. Decise di continuare gli studi e si recò a New York per frequentare la clinica chirurgica del dr. Henry B. Sands, il cui lavoro al Roosevelt Hospital era in quegli anni tra i più richiesti negli Stati Uniti. Si interessò alla peritonite e ad i suoi ascessi. Molti studi avevano dimostrato i terribili risultati di tale infiammazione, ma da dove aveva origine era ancora un mistero. Alcuni studiosi fecero progressi circa questa patologia come William Parkes e Henry Sands. Le lezioni del dr. Sands si tenevano di pomeriggio e Will si presentava sempre in anticipo per assicurarsi un posto da cui poter osservare l'intervento. Una sera Sands gli chiese di accompagnarlo a far visita ad un paziente. I due trovarono le condizioni del paziente allarmanti in quanto l'uomo era febbricitante e vomitava spesso. Diagnosticarono la peritiflite e decisero di operarlo. In seguito Sands mostrò il suo interesse per i casi di tale patologia di cui Will aveva esperienza e approvò la procedura adottata da lui e dal padre: inserire un ago nella regione iliaca per trovare il pus, lasciarlo lì come guida, incidere l'ascesso e drenare. Nel 1886 Reginald Fitz pubblicò un articolo che spiegava che la peritiflite originava dall'appendice. Egli spiegò che se i sintomi dell'infiammazione non sparivano entro 24 ore allora l'appendice doveva essere esportata. I chirurghi però non adottarono tale procedura fino al 1889, anno in cui Charles McBurney scoprì il punto di McBurney, che poteva rivelare la presenza dell'infiammazione se sottoposto a pressione. All'alba della chirurgia moderna, Will assieme al fratello si impegnò nello studio della chirurgia e dei progressi altrui, tentando di migliorare ed applicare ciò che vi era di positivo. Fu tra i primi chirurghi ad eseguire un'appendicectomia. Proprio per essere così ben informato sui progressi in ambito chirurgico, Will divenne noto come "il medico che riusciva dove gli altri fallivano". Il numero dei suoi pazienti crebbe sempre più e grazie a questo egli accumulò esperienza e pratica. Nel 1885 tornò a New York per un altro corso presso il Policlinico sotto il tutorato del dr. Arpad Gester, da cui apprese le tecniche dell'antisetticismo. Nel 1884 si sposò con Hattie Damon.

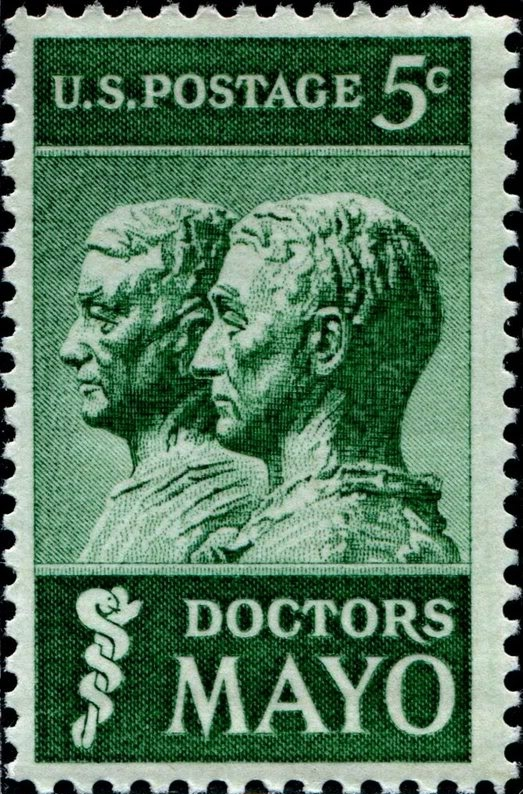
Stampa dei dottori Mayo

### La carriera
Will si mantenne sempre molto informato riguardo agli sviluppi in ambito chirurgico. Fece diversi viaggi per approfondire le sue conoscenze e migliorarsi. A New York conobbe Charles McBurney, Robert Abbe, William T. Bull e Robert F. Weir. Al fine di abbassare la sua mortalità negli interventi di chirurgia toracica, fece visita a Joseph Price, con cui trascorse circa due fine settimana al mese per i successivi sette anni. Tra i medici che più contribuirono al suo sviluppo come chirurgo viene ricordato principalmente Christian Fenger. Grazie a lui Will e Charlie conobbero Albert J. Ochsmer e John B. Murphy. Nel 1894 visitò il Johns Hopkins Hospital e conobbe William Osler e William Stewart Halsted. Per i successivi dieci anni fece visita a molti medici per migliorare le sue capacità. Si recò a Parigi nel 1900 per seguire il Congresso Internazionale dei Medici. Qui incontro Harvey Cushing, noto neurochirurgo con cui fondò la Society of Clinical Surgery nel 1903. I due condividevano l'idea secondo cui fosse fondamentale per un medico apprendere da altri medici. I membri di tale società erano quaranta e tra i primi vi furono proprio i fratelli Mayo. Il quinto incontro da loro organizzato si tenne a Rochester. Con la fondazione del Saint Marys Hospital, Will iniziò ad operare con maggiore frequenza, sempre assistito dal fratello (o viceversa). Col tempo e con l'aumentare del numero dei pazienti Will si dedicò principalmente alla chirurgia toracica e pelvica. Il suo indice di mortalità si abbasso notevoltente (al di sotto del 1%) negli interventi di appendicectomia. Il dr. Ochsner gli aveva infatti suggerito di operare il paziente subito se notava che l'appendice non si era ancora rotta. Sviluppò e migliorò anche gli interventi di colecistectomia. Nel 1905 divenne presidente dell American Medical Association.

### La Prima Guerra Mondiale

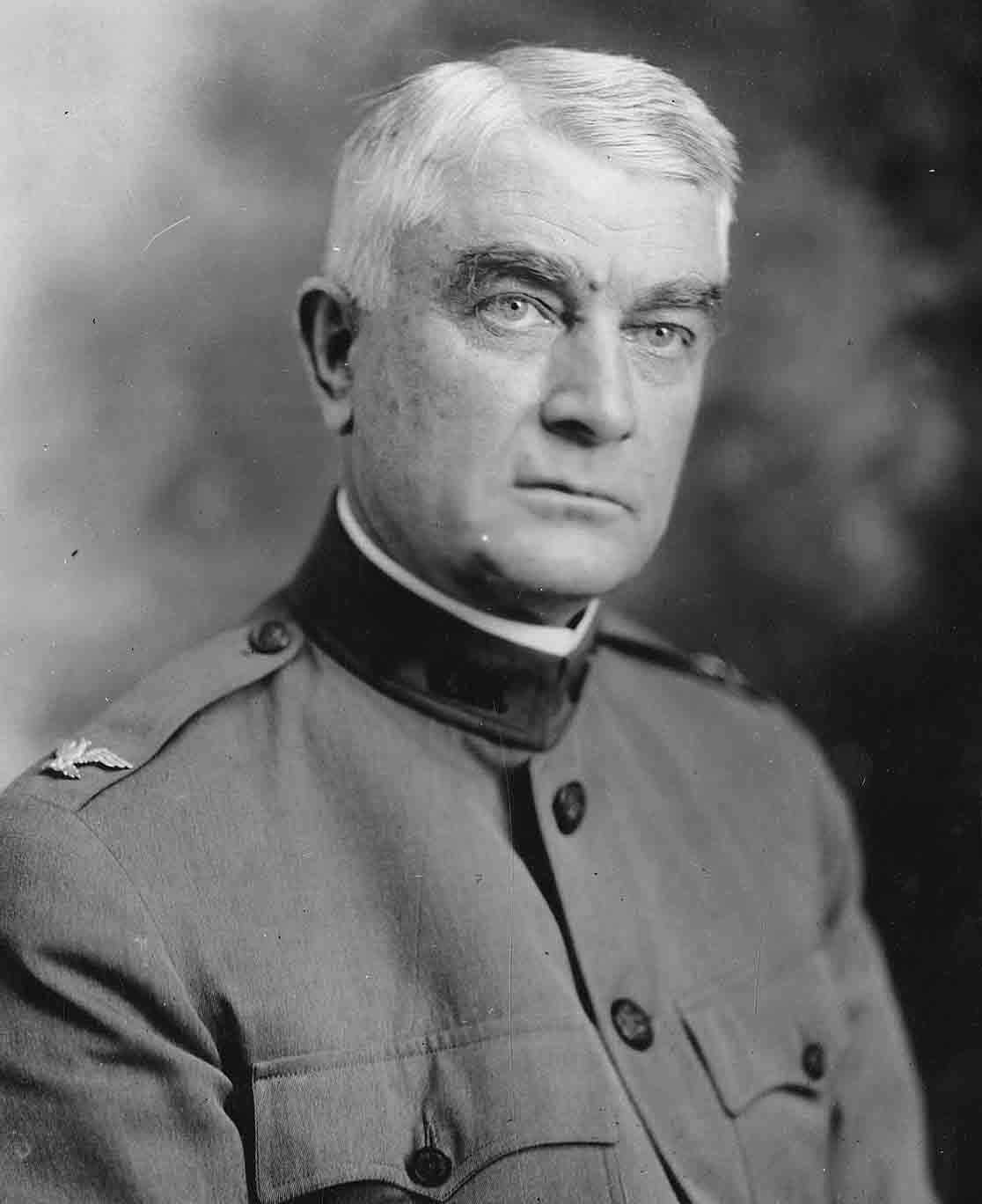
William James Mayo, colonnello medico nella Marina Americana, 1917

Will Prese parte alla prima guerra mondiale con il ruolo di colonnello. Assieme al fratello si recava spesso a Washington per tenere dei corsi riguardanti aggiornamenti in ambito medico e chirurgico utili alla marina americana. Fu nominato presidente del "Comitato Medico Americano". Al termine delle ostilità fu promosso al grado di generale. Vinse una medaglia per i suoi servigi allo stato in periodo di guerra.